# Pombal (Paraíba)
Pour les articles homonymes, voir Pombal.

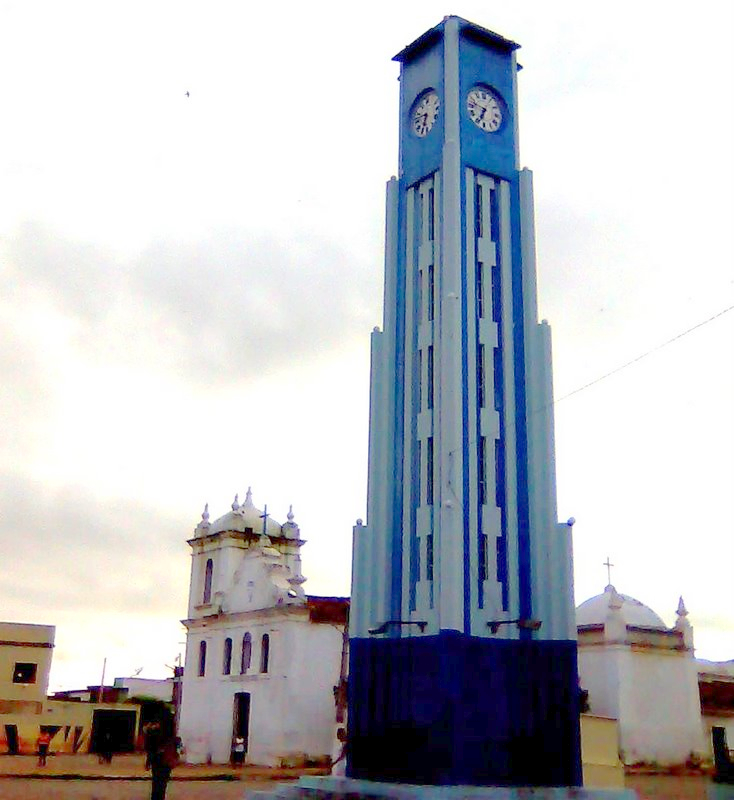
Tour de l'Horloge dans la ville de Pombal, derrière la vieille église, centre-ville de Pombal.

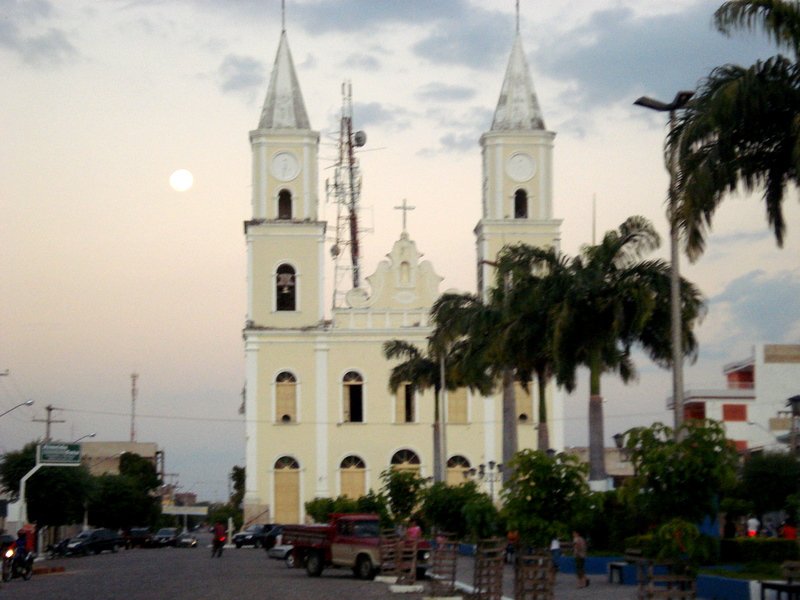
Église à Centennial Square, centre-ville de Pombal.

Pombal est une ville brésilienne de l'ouest de l'État de la Paraíba.
Sa population était estimée à 33 212 habitants en 2006. La municipalité s'étend sur 889 km2.

## Histoire
Le facteur décisif dans la colonisation de Pombal a été le Rio Piancó. À la fin du XVIIe siècle, vers 1696, le pionnier Teodose Canate, après de nombreux combats avec les indigènes, atteint l'emplacement où sera fondé le village sur la rive droite du rio Piancó.
La localité a reçu successivement plusieurs noms : Festival de Piranhas en 1696, Nossa Senhora do Bom Sucesso en 1719, puis elle a été élevée par une charte royale du 22 juillet 1766 à la catégorie de ville avec le nom de Pombal. Il s'agissait d'un hommage au Premier ministre du roi de Portugal Joseph Ier, Sebastião José de Carvalho e Melo, marquis de Pombal. 
La ville est devenue un district le 15 octobre 1827. Le comté de Pombal a été créé en 1831.

## Festivals et événements annuels
Chaque année, deux manifestations festives se déroulent en ville : la Pombal Fest, qui a lieu en juillet, pour célébrer l'anniversaire de la ville et prend la forme d'un carnaval hors saison et la Fête du Rosaire, qui a lieu au début d'octobre.

## Monuments et bâtiments historiques
Il y a de nombreux monuments et bâtiments historiques dans la ville, notamment la maison de la culture, qui est l'ancienne prison, où la torture était infligée aux Noirs et aux délinquants. En centre-ville se trouvent les églises Notre Dame du Bon Succès et Notre-Dame du Rosaire, ainsi que d'autres lieux symboliques comme la place du Centenaire et le kiosque à musique.

## Personnalités liées à Pombal
- Celso Furtado
- Manuel Arruda da Câmara